# Lautaro Berra
Lautaro Berra (Firmat, Santa Fe, 9 de enero de 1998) es un baloncestista argentino que se desempeña en la posición de pívot. Actualmente juega para el San Martín de Corrientes de la Liga Nacional de Básquet de Argentina.

## Trayectoria
Berra debutó en la Liga Nacional de Básquet el 14 de enero de 2016, en un encuentro entre Obras Basket frente a Olímpico.
Unos meses después le detectaron la presencia de un tumor en su cadera -un quiste en el trocánter mayor- lo que lo marginó casi un año de la competición. Ya recuperado, volvió al plantel superior de Obras Basket, donde comenzó a ganar minutos hasta que, durante la temporada 2020-21, pasó a desempeñarse como el pívot titular del equipo.
En julio de 2023 dejó su país para incorporarse al Golfo Piombino de la Serie B de Italia. Un año después cambió de equipo tras ser contratado por el Basket Jesi Academy, también de la Serie B.
El 1 de julio de 2025 se anunció su retorno a la Argentina, contratado por el San Martín de Corrientes de la Liga Nacional de Básquet.

### Clubes
| Club                     | País      | Año             |
| ------------------------ | --------- | --------------- |
| Obras Basket             | Argentina | 2016 - 2023     |
| Golfo Piombino           | Italia    | 2023 - 2024     |
| Basket Jesi Academy      | Italia    | 2024 - 2025     |
| San Martín de Corrientes | Argentina | 2025 - Presente |

### Selección nacional
Lautaro participó en cuatro eventos FIBA para selecciones juveniles: el Mundial Sub-19 de 2015, el Sudamericano Sub-17 de 2015, el Panamericano Sub-18 de 2016 y el Mundial Sub-19 de 2017.
En noviembre de 2017 fue convocado por el entrenador argentino Sergio Hernández de cara a la primera ventana de las eliminatorias al Mundial de 2019.